# Daniel Johansen
Daniel Johansen (9 luglio 1998) è un calciatore faroese, difensore dell'Hillerød e della nazionale faroese.

## Statistiche

### Cronologia presenze e reti in nazionale
| Cronologia completa delle presenze e delle reti in nazionale ― Fær Øer | Cronologia completa delle presenze e delle reti in nazionale ― Fær Øer | Cronologia completa delle presenze e delle reti in nazionale ― Fær Øer | Cronologia completa delle presenze e delle reti in nazionale ― Fær Øer | Cronologia completa delle presenze e delle reti in nazionale ― Fær Øer | Cronologia completa delle presenze e delle reti in nazionale ― Fær Øer | Cronologia completa delle presenze e delle reti in nazionale ― Fær Øer | Cronologia completa delle presenze e delle reti in nazionale ― Fær Øer |
| Data                                                                   | Città                                                                  | In casa                                                                | Risultato                                                              | Ospiti                                                                 | Competizione                                                           | Reti                                                                   | Note                                                                   |
| ---------------------------------------------------------------------- | ---------------------------------------------------------------------- | ---------------------------------------------------------------------- | ---------------------------------------------------------------------- | ---------------------------------------------------------------------- | ---------------------------------------------------------------------- | ---------------------------------------------------------------------- | ---------------------------------------------------------------------- |
| 1-9-2021                                                               | Tórshavn                                                               | Fær Øer                                                                | 0 – 4                                                                  | Israele                                                                | Qual. Mondiali 2022                                                    | -                                                                      | 76’                                                                    |
| 7-9-2021                                                               | Tórshavn                                                               | Fær Øer                                                                | 2 – 1                                                                  | Moldavia                                                               | Qual. Mondiali 2022                                                    | -                                                                      |                                                                        |
| 26-3-2022                                                              | Gibilterra                                                             | Gibilterra                                                             | 0 – 0                                                                  | Fær Øer                                                                | Amichevole                                                             | -                                                                      | 79’                                                                    |
| 29-3-2022                                                              | San Pedro del Pinatar                                                  | Liechtenstein                                                          | 0 – 1                                                                  | Fær Øer                                                                | Amichevole                                                             | -                                                                      | 46’                                                                    |
| 27-3-2023                                                              | Skopje                                                                 | Macedonia del Nord                                                     | 1 – 0                                                                  | Fær Øer                                                                | Amichevole                                                             | -                                                                      | 62’                                                                    |
| 22-3-2024                                                              | Tórshavn                                                               | Fær Øer                                                                | 4 – 0                                                                  | Liechtenstein                                                          | Amichevole                                                             | -                                                                      | 59’                                                                    |
| 11-6-2024                                                              | Liepāja                                                                | Lettonia                                                               | 1 – 0                                                                  | Fær Øer                                                                | Coppa del Baltico 2024                                                 | -                                                                      | 66’                                                                    |
| 5-6-2025                                                               | Tbilisi                                                                | Georgia                                                                | 1 – 0                                                                  | Fær Øer                                                                | Amichevole                                                             | -                                                                      | 36’                                                                    |
| 9-6-2025                                                               | Tórshavn                                                               | Fær Øer                                                                | 2 – 1                                                                  | Gibilterra                                                             | Qual. Mondiali 2026                                                    | -                                                                      | 64’                                                                    |
| Totale                                                                 |                                                                        | Presenze                                                               | 9                                                                      |                                                                        | Reti                                                                   | 0                                                                      |                                                                        |

## Palmarès

### Club

#### Competizioni nazionali
- Formuladeildin: 2

HB Tórshavn: 2018, 2020
- Supercoppa delle Fær Øer: 2

HB Tórshavn: 2019, 2021
- Coppa delle Fær Øer: 2

HB Tórshavn: 2019, 2020